# NGC 1519
NGC 1519 è una galassia a spirale barrata situata nella costellazione dell'Eridano, a una distanza di circa 83 milioni di anni luce dalla nostra Via Lattea.

## Scoperta
La galassia è stata scoperta il 2 gennaio 1878 dall'astronomo tedesco Wilhelm Tempel.

## Descrizione
NGC 1519 ha una classe di luminosità II e presenta una larga riga a 21 cm dell'idrogeno neutro.

## Gruppo di NGC 1519
NGC 1519 è una galassia luminosa nel dominio dei raggi X e fa parte del gruppo di galassie che porta il suo nome. Il Gruppo di NGC 1519 comprende sei galassie. Gli altri cinque membri del gruppo sono UGCA 88 (MCG -3-11-12), UGCA 87 (ESO 550-5), SGC 0401.3-1720 (PGC 14377), MCG -3-11-18 e MCG -3-11-19.
Il gruppo è menzionato anche da A.M. Garcia nel suo articolo del 1993, ma con una nomenclatura differente.